# Kabilski jezik
Kabilski jezik (amazigh, tamazight, kabyle; ISO 639-3: kab), jezik sjevernoberberske skupine, kabilske podskupine, čiji je jedini predstavnik. Govori ga 2 540 000 Kabila (1995) u Alžiru, po nekima izvorima i 6 milijuna. U Belgiji ga govori 49 000 ljudi. Govornici kabilskog jezika su po pravilu, uz arapski i francuski, trojezični. Kabilski jezik se u međuvremenu koristi kao službeni jezik. Drugi nacionalni program Radio Alžira emitira stalni program na kabilskom. Krajem 20. stoljeća literatura na kabilskom doživljava procvat kao i glazba, čija je najpoznatija predstavnica Souad Massi. Tradicionalni centar kabilskog jezika je Tizi Ouzu. 
Postoje dva dijalekta, velikokabilski i tasahlit, koji je možda poseban jezik. Pisma: arapasko, tifinagh i latinica

## Vanjske poveznice
- Ethnologue (14th)
- Ethnologue (15th)